# كريستيان إيروبيسو
كريستيان إيروبيسو هو لاعب كرة قدم نيجيري محترف، من مواليد 28 مايو 1993، يلعب في الهجوم في نادي بترولول بلويشتي معار نادي العلا السعودي.

## روابط خارجية
- كريستيان إيروبيسو على موقع الاتحاد الأوربي (الإنجليزية)
- كريستيان إيروبيسو على موقع قاعدة بيانات كرة القدم.إي يو (الإنجليزية)
- كريستيان إيروبيسو على موقع Soccerway.com (الإنجليزية)
- كريستيان إيروبيسو على موقع AS.com (الإسبانية)